# Universitatea Sapienza din Roma
Universitatea Sapienza din Roma, oficial Sapienza - Università di Roma, cunoscută anterior ca Università degli Studi di Roma „La Sapienza”, este o universitate de stat autonomă din capitala Italiei. Este cea mai mare și cea mai veche universitate finanțată de stat din Roma; a fost fondată în 1303, mai mult de șase secole înainte de Tor Vergata și Roma Tre. În italiană sapienza are aceiași semnificație ca cuvântul român „sapiență”, deci „înțelepciune” sau „cunoaștere”.